# Lego Dino
Lego Dino var en produktlinje produceret af den danske legetøjskoncern LEGO. Serien blev lanceret i 2012 og indeholder sæt med dinosaurer som en gruppe forskere forsøger at indfange. Temaeet mindede meget om det tidligere, ligeledes kortlivede, tema kaldet Dino Attack fra 2005.

## Sæt
| Nummer | Navn                |
| ------ | ------------------- |
| 5882   | Ambush Attack       |
| 5883   | Tower Takedown      |
| 5884   | Raptor Chase        |
| 5885   | Triceratops Trapper |
| 5886   | T-Rex Hunter        |
| 5887   | Dino Defense HQ     |
| 5888   | Ocean Interceptor   |